# Haut allemand moderne

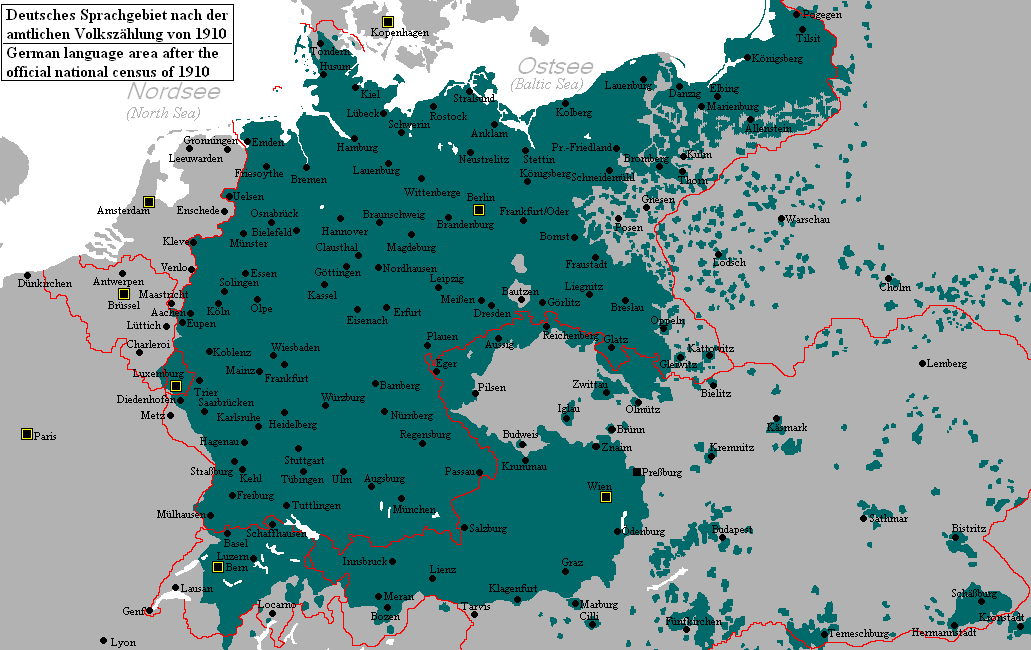
Langue allemande vers 1910. Cette image n'est pas référencée. La couleur cyan foncé   dénote apparemment des zones où au moins 50% de la population parlerait la langue allemande. J

Haut allemand moderne est le terme utilisé pour la période la plus récente de l'histoire de la langue allemande. C'est une traduction de l'allemand Neuhochdeutsch. Ce terme peut-être utilisé pour désigner l'allemand standard ou les dialectes du haut allemand.
Le terme fut créé à l'origine par Jacob Grimm pour la période allant de 1500 jusque aujourd'hui, et qui suit celle du moyen haut allemand (Mittelhochdeutsch). Cependant, Wilhelm Scherer redéfinit cette période comme débutant en 1650, introduisant  un nouveau terme : Frühneuhochdeutsch (haut allemand précoce) pour la période 1350-1650, et c'est la périodisation la plus adoptée de l'allemand.
La période du  haut allemand moderne est caractérisée par la codification de la grammaire allemande et du développement d'une langue standard, aussi bien à l'oral qu'à l'écrit. Contrairement à des périodes antérieures, il y a eu peu de changements majeurs dans la phonologie ou la morphologie. À la place, la langue standard a sélectionné des caractéristiques particulières et ces choix ont exercé une influence sur les dialectes de l’allemand (de).